# Gold Harbour
Der Gold Harbour ist eine kleine Bucht am östlichen Ende Südgeorgiens. Sie liegt 8 km südsüdwestlich des Kap Charlotte. An ihrem Kopfende mündet der Bertrab-Gletscher ein.
Der Name der Bucht, die zwischenzeitlich auch die Namen Anna’s Bay, Gold-Hafen und Sandwich Bay trug, ist seit den Zeiten der ersten Wal- und Robbenfänger Südgeorgiens etabliert.